# 一之瀬すず
一之瀬 すず（いちのせ すず、1995年3月29日 - ）は、日本の元AV女優。

## 略歴・人物
2013年12月にAVデビュー。小柄で華奢・貧乳のロリ系AV女優。ハスラー所属。
2014年12月30日の公式ブログで、年内いっぱいでの引退を発表。
趣味は料理、刺繍。特技はテニス、ワープロ（検定1級）。

## 出演作品

### アダルトDVD
2013年
- no title 〜すず〜 「この透明感… 彼女をどう表現して良いかわかりません…。」（12月25日、オーロラプロジェクト）※デビュー作

2014年
- 熱が籠もって、糸が引くほど…濃厚でイヤらしいSEXがしてみたいの…（1月13日、オーロラ・プロジェクト）
- 制服少女クラブ #03（1月21日、プレステージ）※「Sちゃん」名義[要出典]
- 美少女SEX奴隷48時間（1月25日、オーロラ・プロジェクト）
- 拉致されて… 輪されて…（1月25日、オーロラ・プロジェクト）
- 絶頂・監禁少女 「たすけて…ワタシ、壊されちゃう…」（2月13日、オーロラ・プロジェクト）
- ハニカミ…パイパン18歳（2月22日、HMJM）
- いいなり中出し温泉旅行 見ず知らずの生精子を膣で受け止める はじめての真正中出し20発（3月20日、SODクリエイト）
- 凌辱されて、撮られて… ネットに流されて… 私どうしたらいいの…。（3月25日、オーロラ・プロジェクト）共演：琥珀うた
- あの着エロアイドルが脱いだ!（4月1日、みるきぃぷりん♪）
- 若かりし頃の母さんとの性交（4月10日、アイエナジー）
- ガンギマリ洗脳 〜人気沸騰中の清楚な黒髪少女の信じられないほどドエロな中出しSEX!〜（4月19日、ジェントルマン）
- 美少女即ハメ白書 23（4月22日、デジスタ）他出演：夏海いく、長瀬あおい、柳あいな
- 想像してみてください。あなたは一人娘を持つ父親。 18歳になり、美しく成長する娘が亡き妻に似てきたら……あなたがやり遂げたかった近親相姦10のタブー（4月24日、V&Rプロダクツ）
- 危険日狙って本物中出し 強制子作り性活（4月25日、本中）
- 日焼けのロリィーちゃん 一之瀬すず 149cm【無毛】（5月1日、ミニマム）
- ナチュラルハイ15周年記念作品 痴漢総決起集会 被害者15名 完全【中出し】スペシャル（5月10日、ナチュラルハイ）他出演：芹沢さくら、月本るい、春原未来、江波りゅう、滝川かのん、小早川怜子、湊莉久、瀧川花音、綾見ひかる、彩城ゆりな、西園寺れお、葵こはる、小野麻里亜、篠宮ゆり 他
- 制服湯女 稀代の欲情ロリ娘のローション&泡々天国（5月13日、オーロラ・プロジェクト）
- 背徳の幼妻 旦那の居ない昼下がりに義父と肉体関係を持つ禁断の生中出し交尾（5月13日、セレブの友）
- 質問：中出しをしたら妊娠しますか? ゆとり世代 のボクたちが同じマンションの踊り場で見つけた○学生にみんなで生中出しをしてしまったのですが妊娠してしまいますか?その場合、一体誰の子供になるのでしょうか?（5月22日、ディープス）他出演：小西まりえ、有本紗世、春日野結衣
- 上司・同僚・部下にはゼッタイ内緒! 美人OLのAV出演 2（5月23日、S級素人）他出演：飯岡かなこ、桃原まみか、小峰みこ
- 女子校生 人体固定中出し輪姦（6月1日、MOODYZ）
- 仲良し2人組の女の子を1本の生チ●ポで本物の穴姉妹にしてあげる。 いちごとすず【ダブル無毛】（6月1日、ミニマム）共演：青井いちご
- 尽きない快楽、愛液にまみれて。（6月1日、TEPPAN）
- お姉ちゃんのリアル性教育（6月19日、グローリークエスト）
- プールの時期なので去年のスクール水着が着れるか試してみるとパツンパツンで一人じゃ着れない!従兄ちゃんに手伝ってもらったら股間にくい込んでくるよ!しかもツンツン硬いのが当たってくるけど、これって勃起チ○ポだよね?どうしよう!（6月19日、SWITCH）他出演：春日野結衣、琥珀うた、桃原まみか
- 中出しバス痴漢（6月25日、本中）
- ものすごい舌上発射ごっくん（7月1日、MOODYZ）
- 昭和の制服美少女と性交（7月1日、ドリームチケット）※AV OPEN2014ミドル級エントリー作品
- 親には内緒の妹近親相姦旅行 すず1●才（7月1日、I.B.WORKS）※AV OPEN2014ミドル級エントリー作品
- 激GEKI 女子高生イラマチオ（7月5日、ワープエンタテインメント）
- ガチ本番!! 本気素人ナンパ即挿入!! in八王子（7月11日、S級素人）他出演：青葉優香、湯川ありす、滝本アリサ、松本ほのか、あゆみ翼、西灯里、松岡すず
- 黒髪美少女一日貸切 一之瀬すずの非日常セックス体験日誌（7月19日、エンペラー）
- 全裸+羞恥+拘束+放置+JK=「マ○コの中に入れられたリモバイのスイッチは足の先」（7月24日、ナチュラルハイ）他出演：森田まゆ、倉科紗央莉
- 女子校生淫語（逆）痴漢（7月24日、ROCKET）他出演：星川麻紀、絵崎なな
- またがり淫語ストリップダンス スレンダー美女がセクシーな色気だけで貴方を射精に導く密着ダンス -Lap Dance-（7月24日、ROCKET）他出演：野間あんな、星川麻紀、絵崎なな
- AV女優が撮影現場に来たらいきなりSEX 即ハメ 生中出し（8月7日、グローリークエスト）他出演：桜井あゆ、西條カレン、小西まりえ
- 同じマンションに住む小さい女の子に媚薬を塗り込んだチ○ポで即イラマ。結果、ねば〜っと糸引くえずき汁まみれのイキ顔で淫乱化。 2（8月7日、ナチュナルハイ）他出演：高槻ルナ、阿部乃みく、加賀美シュナ
- 夏休みに妹が友達を連れて帰って来たが、部屋のエアコンが壊れて温室状態に!扇風機の風なんかじゃ全然涼しくならず汗だくのままなので、上着を脱ぐわ、スカートをめくるわでパンチラ、乳首チラしまくり!（8月7日、Hunter）他出演：篠宮ゆり、南梨央奈、川越ゆい、辻井ゆう 他
- あいたかった。 おさななじみレズビアン（8月7日、ビビアン）共演：白石ありさ
- せいえき わたしの好きな白いおつゆ（8月8日、ミニマム）
- 絶対に誰にも見せないとの約束で撮影したSEXの映像 〜中出し素人娘編〜（8月22日、S級素人）他出演：あおば結衣、長谷川夏樹、滝本アリサ
- 少女ギロチン拷問 監禁中出し（9月1日、CORE）
- 黒タイトスカートが似合う働くお姉さんのビッタリ密着した肉感的なお尻に着衣のまんまチ●ポ擦り&ザー汁発射してもう着れないくらい汚しちゃいたい Part.2（9月5日、ワープエンタテインメント）他出演：水城奈緒、優菜真白、星川麻紀、南梨央奈、涼風ことの、桜木郁、小西まりえ
- 媚薬電流アクメ 4（9月6日、ROCKET）
- 下校中の少女を狙った野ション盗撮レイプ（9月12日、青空ソフト）
- 催眠実験 2 -悪謀-（9月15日、催眠研究所）
- 完全主観 まいにち中出し兄妹生活（9月18日、いもうとChannel）
- ナチュラルハイ15周年記念作品 図書館で声も出せず糸引くほど愛液が溢れ出す敏感娘 13 豪華版 シリーズ完全網羅! 総勢67人 総集編付き2枚組（9月25日、ナチュラルハイ）他出演：鈴原エミリ、本田莉子 他
- マスターベーションインストラクション 3 -Schoolgirl JOI- あなたに語りかける淫語と焦らしストリップでオナ指示 美少女JKスペシャル（9月25日、ROCKET）他出演：篠宮ゆり、佳苗るか、臼井あいみ、初芽里奈、加賀美シュナ
- 一之瀬すず クライマックススペシャル（9月25日、オーロラ・プロジェクト）
- 貧乳に悩む妹と包茎に悩む兄が思い切ってナイショの性相談!ため息ばかりの兄妹が悩みを告白しあったのだがお互いが「なんだそんなことか」とバカにしあい遂には兄妹喧嘩。「私のほうが深刻なんだから!」と確認しあうことになり、包茎チ○ポと貧乳おっぱいを見せ合うことに。小さい頃と変わらない妹の貧乳にまさかの勃起!ヤバいと思い隠そうとしたのだが、妹は妹で僕の勃起した包茎チ○ポで発情!そして…（9月25日、Hunter）他出演：南梨央奈、加賀美シュナ 他
- 女子校生完全支配 歪んだ愛情（10月7日、アタッカーズ）
- 「カップル限定」マジックミラー号の中で、自慢の彼女を「寝とって」真正中出し! 11（10月9日、SODクリエイト）他出演：橘優花、河愛雪乃、高岡リョウ、若菜みなみ 他
- ボディジャック 6 Evolution（10月9日、ROCKET）共演：夏海花凛、雨宮真貴、真木今日子
- 同級生痴漢ごっこ 同じクラスの女子と遊びではじめた満員電車での痴漢ごっこ。遊びのつもりではじめた痴漢ごっこだが当然、僕は勃起!ガマンできない僕は強引に挿入しようとしたら、拒否されるどころかビショ濡れで腰を振って来た!（10月9日、Hunter）他出演：白咲碧、伊藤りな、澤村千沙、愛原ゆあ、原千草
- 危険日に種付け中出しされた妹はおままごとが好きなうちから若年妊娠確定 すず（10月10日、TMA）
- 私…ずっと先生に中出しされていました。（10月16日、いもうとChannel）
- 催眠看護 全国共通お○こ券（10月19日、ROOKIE）共演：夏目優希、初美沙希、大槻ひびき、あゆみ翼
- 絶頂(((膝ガクガク)))痴漢 ローターとチ○ポの同時挿入で膣奥Gスポットを直撃され理性を失う女たち（10月23日、ナチュラルハイ）他出演：阿部乃みく、鈴原エミリ、浜崎真緒、本田莉子
- 実父に犯され続けた娘の近親相姦記録映像 すず 1●歳（10月24日、I.B.WORKS）
- いつまで縛られていればいいのでしょうか。 すず 149cm（11月1日、ミニマム）
- 「長女・次女・三女・四女・五女・六女・母の性欲処理はボクの役割」7人連続セックスで精子からっぽ朝生活（11月8日、SODクリエイト）共演：通野未帆、仁美まどか、松下美雪、竹内真琴、小西まりえ、桐島綾子
- 素人参加痴漢 2 〜仕事・家庭・全てを忘れ魂のザーメンぶっ放しドキュメント〜（11月18日、ナチュラルハイ）他出演：彩城ゆりな、水野朝陽
- 本屋に参考書を買いに来た真面目でおとなしそうな女子校生に媚薬をたっぷり塗ったチ○ポで即ハメしたらアヘ顔で痙攣するほど感じてイキまくった ナチュラルハイVer.（11月8日、ナチュラルハイ）他出演：河愛雪乃、小西まりえ、桜井心菜、川菜美鈴
- シャワーが大暴走!! びしょ濡れで乳首透けてる妹に禁断のフル勃起!妹がお風呂掃除をしていたら、間違えてシャワーを浴びてしまいびしょ濡れ状態で大騒ぎ!あまりの絶叫に驚き風呂場に急行すると妹がずぶ濡れで乳首モロ透けエロ状態!さらにマン毛まで透けている超ずぶ濡れエロ状態!予想以上にエッチな姿だったので、見慣れているはずの妹なのに僕の股間は痛いほどギンギンに。すると…（11月8日、Hunter）他出演：ましろあい、佳苗るか、栗田メイ 他
- 痴漢総決起集会 その後… 犯した女を追撃痴漢で完墜ち［中出し］スペシャル（11月20日、ナチュラルハイ）他出演：小野麻里亜、芹沢さくら、本澤朋美、春原未来、江波りゅう
- 専業主夫をしている私の娘はひいき目に見ても決して可愛いとは言えない!でも、そんな娘が家に連れて来る友達はなぜかみんな可愛いウブ学生ばかり!しかも、いつも遊びに来るときは貧乳だからか胸のガードが甘く、胸の谷間どころかカップの合っていないブラが浮いていて乳首が丸見え!もうコレを見るのが好きで好きで堪りません!でも、見るだけでは私のギンギンにおっ勃ったチ○ポはもう満足できません!だから娘に眠剤を飲ませて眠らせ、カッチンコッチンに固くなってイキリ勃ったチ○ポを友達の可愛らしいお顔に擦り付けたら声も出さずにただただ怯えるだけで言いなりになってくれました!（11月20日、アパッチ）
- えりかちゃんとのレズプレイに大興奮！秘部を弄ばれ何度も何度もイかされ、最後にはお互いに求めあう!（11月20日、フリーダム）他出演：森絵利佳
- 「中出し痴漢」中毒 中出し痴漢で感じてしまった女は中出し痴漢でしか感じなくなり、自らの尻を擦りつけ中出しを求める!（11月20日、アパッチ）他出演：南梨央奈 他
- 想像してみてください。あなたは一人娘を持つ父親。18歳になり、美しく成長する娘が亡き妻に似てきたら……あなたがやり遂げたかった近親相姦10のタブー（11月28日、ブイアンドアールプロデュース）
- 奪われた婚約者 逃れられない淫欲の掟（12月1日、妄想族）
- ダマ撮マジックミラー 危険日中出し拘束ぶっかけキモ輪姦（12月5日、クリスタル映像）他出演：菊間亜弥
- マジックミラー号に水着美少女が初乗車 日焼けで火照った美尻を性感マッサージ 敏感になった日焼けビキニ娘は4回イッて失禁…流されて生ハメ・戸惑いながらも初中出し! 4 2014夏 海ナンパ日焼け水着美女スペシャル（12月6日、SODクリエイト）他出演：桜ちずる、有本紗世、槇原愛菜
- 超うぶブルマ女子たちと男は僕ひとりの王様ゲーム! オトナのアソビに興味津々なブルマ女子たちが噂でしか聞いた事が無い合コンの定番『王様ゲーム』をやることに!たまたまその場にいた男は僕ひとりなので無理矢理参加させられ…。「王様の命令は絶対」なのにHな命令を恥ずかしがる女子。だけど「大人はみんなやっている」と言われ背伸びしたがる女子が目の前でスカートを上げブルマを見せ従う!そうなったらもう命令はどんどんエスカレートしていき…。（12月6日、Hunter）共演：南梨央奈、土屋あさみ、佳苗るか、愛須心亜
- 一之瀬すず SPECIAL BEST 4時間（12月12日、TMA）
- 一之瀬すず SPECIAL BEST HD 4時間（12月12日、TMA）※Blu-ray版
- 娘と淫行 娘に淫らな性教育 娘は美少女×貧乳×パイパン 父と娘の背徳セックス（12月14日、ケー・トライブ）
- たくさんの同級生が通り過ぎる通学路で、「Hな事…教えて下さい。」優等生だけど性に対して好奇心旺盛な女子校生は媚薬で感度ビンビン!痙攣!失禁!何度もイクッ!笑顔で帰っていく新世代（12月20日、SODクリエイト）他出演：竹内真琴 他
- 媚薬痴漢 9 特別版 極上女限定2枚組SP（12月20日、ナチュラルハイ）他出演：本田莉子、阿部乃みく、倉多まお
- 小、中、そして高校生の現在もアダ名が「博士」の貧弱な僕。そんな僕の自宅には、クラスの女子がAV見たさによくやって来る。でも、いざエッチなシーンを見たらモジモジしだして頬を赤らめ、パンティー越しにもわかるくらいにビショ濡れで恥ずかしい染みだらけ!そしてヤリたくてヤリたくて我慢できない女子が僕に急接近。 10（12月20日、Hunter）他出演：白咲碧、川菜美鈴、夏海花凛 他

2015年
- 山梨県○谷 田舎の混浴温泉で出会った地元のパイパン○学生たちは都会のデカチンに興味津々 2 初めて見るギン勃ちち○ぽを未成熟なおま○こにねじ込まれ中出し大乱交【スク水日焼け編】（1月8日、ディープス）共演：青井いちご、春日野結衣、彩城ゆりな、土屋あさみ
- 制服美少女の手淫 vol.3（1月9日、ドリームチケット）他出演：森川涼花、さとう愛理、高秀朱里、桜川かなこ、椎名茉友、藤崎かすみ、雲乃亜美
- 催眠隷女 ベルガール鈴香（1月13日、催眠研究所）
- 貧乳パイパン妹の裸遊び 妹淫行（1月18日、ケー・トライブ）
- 再婚相手の連れ子（1月18日、思春期com）
- ドマゾ淫語中毒症候群（1月19日、ドグマ）
- 金粉奴隷娘（1月20日、バミューダ）
- 新・催眠洗脳淫語孕ませ中出し三者面談（2月13日、ブイアンドアールプロデュース）共演：宮部涼花
- 想像してみてください。あなたは一人娘を持つ父親。18歳になり、美しく成長する娘が亡き妻に似てきたら……あなたがやり遂げたかった近親相姦10のタブー5時間DX（2月13日、V&R PRODUCE）他出演：成宮ルリ、篠宮ゆり
- 売れっ子ロリ女優にイジメられて得意技でヌカれた（3月5日、フリーダム）他出演：春日野結衣、逢沢るる、槇原愛菜
- ロリ体型の娘と近親セックス淫行14時間（3月22日、ケー・トライブ）他出演：小西まりえ、土屋あさみ、初芽里奈、南梨央奈、倉科紗央莉、春日野結衣
- 本物中出し孕ませ当番。ワレメ注入15発 すず 無毛 引退作品（4月1日、ミニマム）
- 全裸のロリ少女に小便ぶっかけられた俺（4月5日、フリーダム）他出演：春日野結衣、逢沢るる、槇原愛菜

### イメージDVD
- Platonic Girl（2013年4月4日、coming soon）※「遠藤晴香」名義[要出典]
- Love love new face（2014年5月23日、スパークビジョン）
- Hip Hunt（2014年9月26日、スパークビジョン）

## 書籍
- おむつ倶楽部20号（2014年12月16日、三和出版） ISBN 4776912708[3]